# Saison 2012 des Cardinals de Saint-Louis
La saison 2012 des Cardinals de Saint-Louis est la 131e saison en Ligue majeure de baseball pour cette franchise et sa 121e dans la Ligue nationale.
Les Cardinals amorcent la saison en tant que champions en titre de la Ligue nationale de baseball et les champions du monde en titre après leur victoire en Série mondiale 2011. Ils terminent la saison 2012 au deuxième rang de la division Centrale de la Nationale avec 88 victoires et 74 défaites, deux gains de moins que l'année précédente et neuf matchs derrière les champions de division, les Reds de Cincinnati. Cette performance est suffisante pour se qualifier pour les éliminatoires comme club de cinquième place. Ils disputent le 5 octobre le premier match de meilleur deuxième disputé dans le baseball majeur, qu'ils remportent sur les Braves d'Atlanta. À la ronde éliminatoire suivante, une remontée spectaculaire dans le dernier match de Série de divisions leur permet d'éliminer les Nationals de Washington. Leur parcours se termine en Série de championnat de la Ligue nationale alors qu'après avoir pris les devants 3 matchs à un, ils sont incapables d'inscrire la victoire finale et sont éliminés par les Giants de San Francisco, qui leur ravissent le titre de champions du monde.

## Contexte
Les Cardinals terminent en force leur saison 2011 en remportant 26 de leurs 35 dernières parties pour éventuellement combler l'écart de 10 parties et demie qui les séparent des Braves d'Atlanta et leur voler au dernier jour du calendrier régulier la qualification pour les séries éliminatoires. Ils y participent comme meilleurs deuxièmes de la Ligue nationale après avoir terminé en seconde place de la division Centrale avec 90 victoires et 72 défaites. Opposés en Séries de divisions à la meilleure équipe du baseball majeur en 2011, les Phillies de Philadelphie, les Cardinals prévalent trois victoires à deux. Après avoir battu les Brewers de Milwaukee, champions de la division Centrale, en Série de championnat, les Cards remportent une enlevante Série mondiale 2011. Venus deux fois à une seule prise de perdre la finale face aux Rangers du Texas dans le 6e match entre les deux clubs, ils gagnent en manches supplémentaires puis remportent le 7e affrontement pour savourer le 11e titre mondial de leur histoire.

## Intersaison

Albert Pujols quitte les Cardinals.

Le 31 octobre 2011, trois jours après la conquête de la Série mondiale par les Cardinals, Tony La Russa, le manager de l'équipe depuis 16 saisons et le meneur pour les victoires dans l'histoire de la franchise, annonce sa retraite.
Le 14 novembre, Mike Matheny, un ancien receveur des Cardinals ne comptant encore aucune expérience comme gérant dans les majeures ou les ligues mineures, est annoncé comme successeur de La Russa.
Le 10 décembre 2011, la franchise encaisse un dur coup alors que sa vedette Albert Pujols, trois fois joueur par excellence de la ligue, quitte les Cards après 11 saisons et accepte un généreux contrat de 254 millions de dollars pour 10 saisons chez les Angels de Los Angeles.
Le joueur de champ intérieur Nick Punto (parti à Boston), le releveur droitier Octavio Dotel (Détroit), le receveur Gerald Laird (Détroit) et le lanceur partant droitier Edwin Jackson (Washington) sont aussi perdus par les Cards sur le marché des agents libres.
Le 14 décembre, les Cardinals mettent sous contrat leur arrêt-court Rafael Furcal pour deux saisons supplémentaires.
Le 15 décembre, le lanceur de relève gaucher JC Romero signe un contrat d'un an avec Saint-Louis. Le lanceur gaucher R. J. Swindle et le voltigeur Eugenio Vélez signent des ententes des ligues mineures avec les Cardinals.
Le 23 décembre, le vétéran voltigeur Carlos Beltrán, devenu agent libre après avoir terminé la saison 2011 chez les Giants de San Francisco, obtient des Cardinals un contrat de 26 millions de dollars pour deux ans.
Le lanceur droitier Scott Linebrink, porte-couleurs des Braves d'Atlanta en 2011, accepte le 10 février 2012 un contrat des ligues mineures offert par les Cardinals.

## Calendrier pré-saison
L'entraînement de printemps des Cardinals s'ouvre en février et le calendrier de matchs préparatoires précédant la saison s'étend du 5 mars au 2 avril 2012.

## Saison régulière
La saison régulière des Cardinals se déroule du 4 avril au 3 octobre 2012 et prévoit 162 parties. La saison des Cardinals débute par une visite aux Marlins de Miami pour l'inauguration officielle du nouveau Marlins Park. Le match d'ouverture à Saint-Louis est joué le 13 avril face aux Cubs de Chicago.

### Juillet
- 18 juillet : Le lanceur Trevor Rosenthal devient le 2000e joueur dans l'histoire à endosser l'uniforme des Cardinals[17].
- 19 août : À Saint-Louis, les Cards et les Pirates de Pittsburgh disputent le plus long match de la saison 2012. Les Pirates l'emportent 6-3 après 19 manches jouées en 6 heures et 7 minutes[18].

### Octobre
- 2 octobre : Les Dodgers de Los Angeles perdent contre San Francisco et sont éliminés de la course aux éliminatoires, assurant par le fait même aux Cardinals la 10e et dernière place disponible en séries d'après-saison[19].

### Classement
| Ligue nationale (Division Centrale) | V  | D   | %    | Diff. |
| ----------------------------------- | -- | --- | ---- | ----- |
| Reds de Cincinnati                  | 97 | 65  | ,599 | -     |
| Cardinals de Saint-Louis            | 88 | 74  | ,543 | 9     |
| Brewers de Milwaukee                | 83 | 79  | ,512 | 14    |
| Pirates de Pittsburgh               | 79 | 83  | ,488 | 18    |
| Cubs de Chicago                     | 61 | 101 | ,377 | 36    |
| Astros de Houston                   | 55 | 107 | ,340 | 42    |

## Affiliations en ligues mineures
| Niveau            | Équipe                      | Ligue                         |
| ----------------- | --------------------------- | ----------------------------- |
| AAA               | Redbirds de Memphis         | Ligue de la côte du Pacifique |
| AA                | Cardinals de Springfield    | Texas League                  |
| A-Advanced        | Cardinals de Palm Beach     | Florida State League          |
| A                 | Quad Cities River Bandits   | Midwest League                |
| A (saison courte) | Batavia Muckdogs            | New York - Penn League        |
| Ligue des recrues | Johnson City Cardinals      | Appalachian League            |
| Ligue des recrues | Gulf Coast League Cardinals | Gulf Coast League             |
| Ligue des recrues | VSL Cardinals               | Dominican Summer League       |